# 리레이 (1995년생 축구 선수)
리레이(중국어: 李雷, 1995년 7월 25일 ~ )는 광저우 4&F에서 뛰는 중국의 축구 선수로 포지션은 수비수이다.

## 클럽 경력
리레이는 2016년 8월 광저우 R&F의 위성팀인 홍콩 프리미어리그 측 R&F로 임대되면서 프로 축구 경력을 시작했다. 2016년 9월 18일 징펑 FC를 상대로 한 2016-17 홍콩 시니어 챌린지 실드에서 시니어 데뷔를 했다. 리그 데뷔는 2016년 9월 24일 징펑 FC와의 원정 경기에서 2-0으로 패했다.